# Radio-tv-fagtekniker
Radio-tv-fagtekniker  blev tidligere kaldt radiomekaniker.
Da de første radioapparater kom frem i slutningen af 1920erne var det ofte cykelsmeden der lavede radioerne, og de kunne også reparere radioerne.
Det var en simpel retmodtager med variabel tilbagekobling. Kom der for meget tilbagekobling, så hylede radioen og fungerede nu som en sender.  
Omkring 2. verdenskrig kom Superheterodynmodtageren og den krævede mere viden.
I starten af 1950erne kom TV.
Apparaterne var nu så komplicerede, at der skulle oprettes en ny uddannelse som Radiomekaniker.    
Nu hedder uddannelsen Radio-tv-fagteknikere som vedligeholder og reparerer radio- og tv-apparater, cd-afspillere, dvd-afspillere, samtaleanlæg osv. Man kan også være med til at udvikle nye produkter på en fabrik.

## Videregående uddannelse
Med uddannelsen radiomekaniker/elektronikmekaniker kan man læse videre til ingeniør eller elektroniktekniker.

## Ekstern henvisning
- Radio-tv-fagtekniker Arkiveret 28. september 2007 hos  Wayback Machine